# Léandre Bizagwira
Léandre Bizagwira (ur. 9 czerwca 1981 w Gisenyi) – rwandyjski piłkarz grający na pozycji obrońcy.

## Kariera klubowa
Karierę piłkarską Bizagwira rozpoczął w rodzinnym mieście Gisenyi, w tamtejszym klubie Etincelles FC. W 1999 roku zadebiutował w jego barwach w rwandyjskiej pierwszej lidze. W 2002 roku odszedł do SC Kiyovu Sport ze stolicy kraju Kigali. W 2008 roku zakończył w nim swoją karierę.

## Kariera reprezentacyjna
W reprezentacji Rwandy Bizagwira zadebiutował w 2000 roku. W 2004 roku został powołany do kadry na Puchar Narodów Afryki 2004. Tam wystąpił we 2 spotkaniach: z Tunezją (1:2) i z Gwineą (1:1). Do 2004 roku wystąpił w niej 14 razy.